# IG Kultur Österreich
Die IG Kultur Österreich (IGKÖ) ist die kulturpolitische Interessenvertretung und Dachorganisation von österreichischen Kulturinitiativen. Mit um die 838 Mitgliedern (Stand 2021) und Landesorganisationen in den Bundesländern ist sie die größte kulturelle Interessenvertretung Österreichs. Der gemeinnützige Verein wurde 1990 in Salzburg gegründet, ihr Sitz ist in Wien.

## Ländervertretung
Folgende kulturelle Dachverbände in den Bundesländern nehmen auch die Funktion einer Ländervertretung der IG Kultur Österreich wahr. Sie sind jedoch von ihr unabhängige Rechtskörper.
- Dachverband Salzburger Kulturstätten
- IG Kultur Burgenland
- IG Kultur Steiermark
- IG Kultur Vorarlberg
- IG Kultur Wien
- IG KIKK
- Kulturplattform OÖ
- Kulturvernetzung Niederösterreich
- TKI - Tiroler Kulturinitiativen / IG Kultur Tirol

## Medien
Herausgegeben werden Publikationen wie eine Zeitschrift, Radiosendungen, Bücher und Pressemeldungen zu meist kulturpolitischen Themen, die die Arbeit der Mitglieder unterstützen sollen.

### Kulturrisse
Die IG Kultur publizierte von 1996 bis 2013 die Zeitschrift Kulturrisse. Zeitschrift für radikaldemokratische Kulturpolitik mit kulturtheoretischerem Fokus. Sie wurde einerseits über Abonnements und die Website, andererseits über ausgewählte Buchhandlungen in Wien, Linz und Berlin vertrieben.

### Zentralorgan
Das Magazin der IG Kultur, im Untertitel auch Zentralorgan für Kulturpolitik und Propaganda erscheint seit 2015 und verhandelt kulturpolitische Themen und Praxen. Es versucht, die Sichtweise auf die Bedeutung von Kulturarbeit und auf ihren gesellschaftlichen Einfluss zu verändern. Somit schließt die IG Kultur an die Tradition eines eigenen Printmediums an, nachdem die Kulturrisse 2013 eingestellt wurden, fokussiert hier allerdings im Vergleich zu den theoretisch ausgelegten Kulturrisse deutlicher auf die Praxis.

### Radio
Der Bewegungsmelder Kultur ist die Radiosendereihe der IG Kultur, die mit 118 Ausgaben seit 2006 (Stand Juli 2015) von den Freien Radios österreichweit ausgestrahlt wird.

### Weitere Publikationen
Weitere Publikationen der IG Kultur beinhalten unter anderem den Alternativen Kulturbericht, eine statistische Erhebung der Rahmenbedingungen der freien Kunst- und Kulturszene auf Grundlage einer Basisdatenerhebung der Mitglieder der IG Kultur, und die Publikation Klimawechsel sowie Alternativen zum Verlust der Kulturpolitik, die sich mit unterschiedlichen Aspekten österreichischer Kulturpolitik auseinandersetzen.

## Partnerschaften
Die IG Kultur Österreich ist Mitglied des Österreichischen Kulturrats, des Spitzenverbands der österreichischen Kultur-Verbände, der Interessenvertretung Gemeinnütziger Organisationen (IGO), und der Verbände European Network of Cultural Centres (ENCC) und Culture Action Europe.